# 车八岭国家级自然保护区
车八岭国家级自然保护区位于广东省始兴县东南，北纬24°41'，东经114°10'，面积为75.45平方公里，是广东省面积最大的自然保护区之一。1982年建立，1988年晋升为国家级自然保护区，其主要保护对象为中亚热带常绿阔叶林及区内的等珍稀动植物。
该自然保护区的植被主要是亚热带常绿阔叶林，区内亚热带、热带植物并存，物种资源较丰富，高等级植物近2000种，其中有活化石之称的三尖杉在区内大量存在；区内的珍稀野生动物达20余中，曾发现过华南虎的终迹，故有“物种宝阵，南岭明珠”之称。
最高峰天平架海拔1256米, 最低处樟栋水海拔330米。